# Evaristo Baschenis

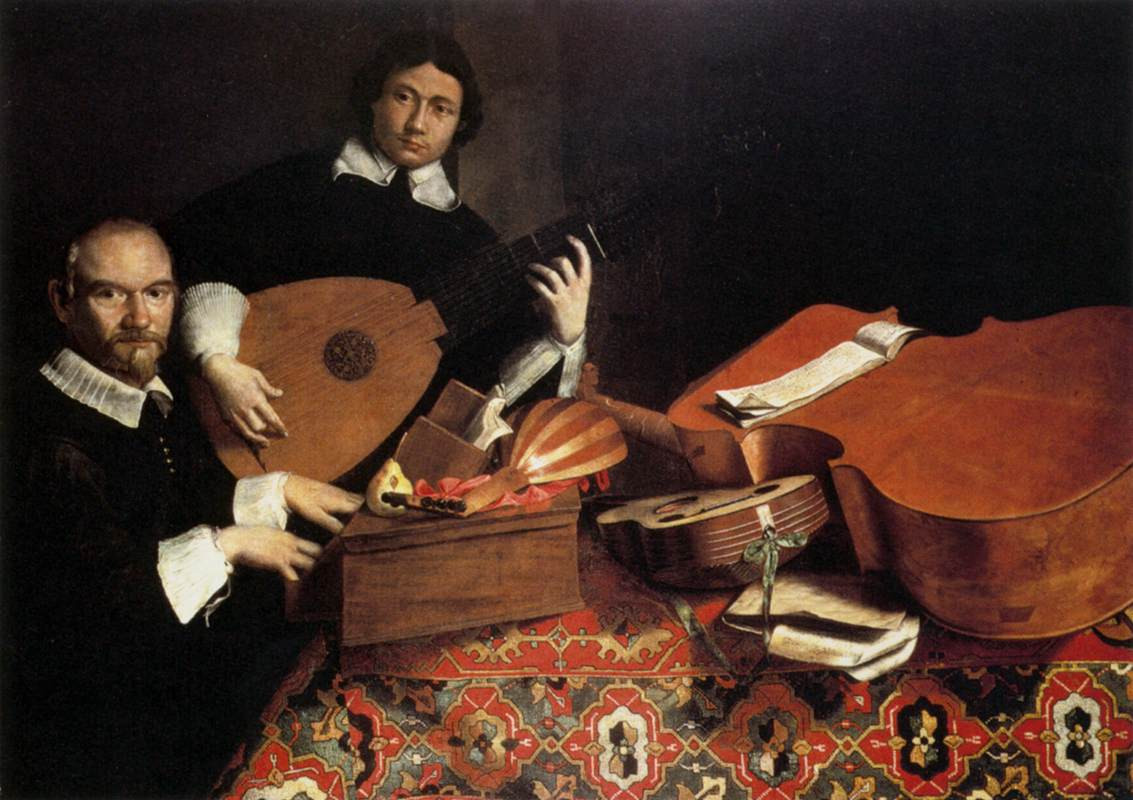
Evaristo Baschenis (links im Bild)

Evaristo Baschenis (* 4. Dezember 1617 in Bergamo, Italien; † 15. März 1677 ebenda) war ein italienischer Barockmaler, der sich als hochspezialisierter Fachmaler fast ausschließlich der Darstellung von Saiteninstrumenten widmete. Das nahe Cremona, ein berühmtes Zentrum des Geigen- und Lautenbaus, lieferte die Vorbilder. Anders als in der holländischen Malerei drängt sich bei Baschenis nicht so sehr ein allegorischer und mahnender Sinn auf – Musikinstrumente wurden dort oft als Symbole des Gehörsinns eingesetzt, und die Flüchtigkeit der Töne erinnerte an die Vergänglichkeit –, die Betonung liegt bei dem Italiener eher auf dekorativen und ästhetischen Aspekten, was aus der eigenartigen Herausarbeitung der malerischen und ornamentalen Qualitäten der Instrumente folgt.